# GJ 1132b
GJ 1132b es un exoplaneta que se encuentra en órbita alrededor de una estrella enana roja (Gliese 1132) a una distancia de treinta y nueve años luz de la Tierra (12 parsecs). Es uno de los exoplanetas más cercanos a la tierra hasta el momento. Este planeta se considera inhabitable por su alta temperatura, pero se estima que es lo suficientemente fresco como para poder mantener una atmósfera. Los astrónomos lo han descrito, a raíz de su descubrimiento en noviembre de 2015, como "uno de los planetas más importantes descubiertos más allá del sistema solar", teniendo en cuenta que los telescopios deberían ser capaces de determinar, eventualmente, la composición de su atmósfera, la velocidad de sus vientos y el color de sus atardeceres. Esto es en parte debido al pequeño diámetro de la estrella que orbita (que supone únicamente el 21 % del Sol), lo que incrementa el efecto de su luz en los tránsitos del exoplaneta. GJ 1132b tiene un diámetro un veinte por ciento mayor que el de la Tierra, y recibe diecinueve veces más radiación solar.
En 2017 la NASA descubrió que el planeta tiene atmósfera muy similar a la de la Tierra.

## Galería

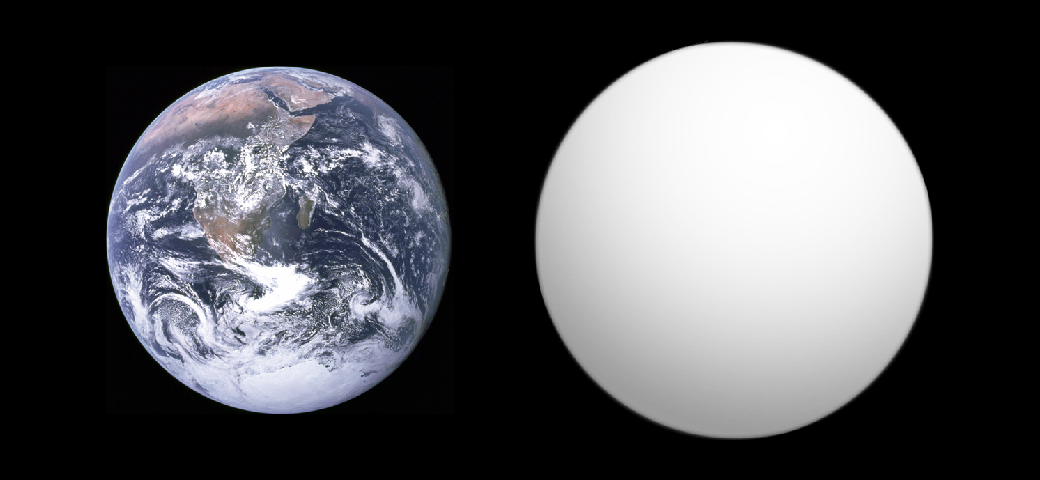
Comparación del tamaño del exoplaneta con la Tierra.